# تایا کایل
تایا کایل (۱۹۷۴-) نویسنده و فعال خانواده‌های کهنه سربازان آمریکایی است. کایل بیوه کریس کایل مرگبارترین تک تیرانداز تاریخ ارتش آمریکاست. در سال ۲۰۱۴ کلینت ایستوود فیلمی دربارهٔ کریس کایل با نام تک تیرانداز آمریکایی ساخت که در آن تایا کایل هم نمایش داده شد. تایا کایل که از سال ۲۰۰۳ با کریس کایل ازدواج کرده بود از او یک پسر و یک دختر دارد و با آن‌ها زندگی می‌کند.